# 锤 (武器)

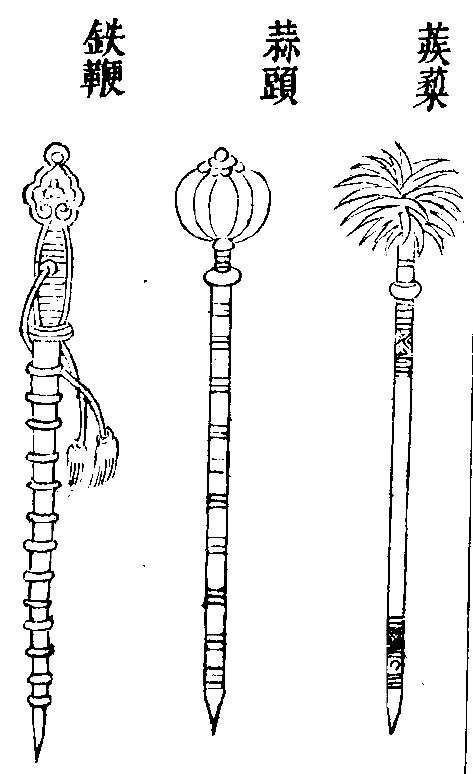
中國古代軍事著作《武經總要》有關鎚的繪圖 (中間)

錘是一種兵器，为一种鈍器，由「手持的石器」、「兽骨或木棍骨棒」等原始打击类武器混合发展成。本身主要以用其「重量」砸下对敌人伤害，最常见是锤头打横的T字形。由金屬錘頭和柄組成，設計類似於戰鎚。有些錘頭形似瓜類蔬果，也被稱為「瓜錘」。锤一般有一个很重、很坚固的木制或铁制杆部，常常再辅以金属进行加固。锤的頭部则以石头、铜、铁或钢制成。军用锤头还可能会有凸缘、圆柄等，能够深深刺入铠甲之中。锤的长度也有大有小。步兵的锤通常很短，大概在2英尺（0.61）至3英尺（0.91）之间。骑兵的锤则会长一些，适合在马背上进行横扫式的攻击。供双手把持的锤还会更长一些。
如今在现代战争中，很少有人还在使用锤了，但是许多政府部门（如英国下议院、美国国会）、大学和其他一些机构还还是会使用礼锤作为权威的象征，会在学术、国会、仪式游行当中使用。

## 歷史
新石器晚期中國北方已經有石製有凸起圓環錘頭的棍棒。商代後期，中國的北方草原地區出現了啄頭錘。西周時期四川地區有星狀頭棍棒、蒺藜頭棍棒、啄頭錘。戰國時期已經有銅頭棍棒。
锤在古代也被称为“椎”,曾被北方少数民族用于骑兵作战。对于他们来说，锤便于制造，亦能对中原骑兵造成较大的伤害，由此得以被游牧民族广泛使用。在唐宋过后，中原军队也开始装备锤，但并非主战兵器。反而在宋代之后，一种较长名为“骨朵”的锤开始用作礼仪，后来因为其表面涂有金色又被称为“金瓜”。20世纪70年代初在山东邹城地区发掘的明鲁荒王墓出土木质仪卫俑，就有这种手执“金瓜”的仪卫俑。
柄較長的錘稱骨朵，又稱脈肫、胍肫，型制很多，若是圓球形錘頭的稱蒜頭骨朵，刺球形錘頭的稱蒺藜骨朵。原稱脈肫，後人語訛，以脈成骨，以肫為朵。